# هجراندوست (کلیبر)
۳۸°۵۲′۴۲″ شمالی ۴۶°۵۷′۲۳″ شرقی / ۳۸٫۸۷۸۳۳°شمالی ۴۶٫۹۵۶۳۹°شرقی

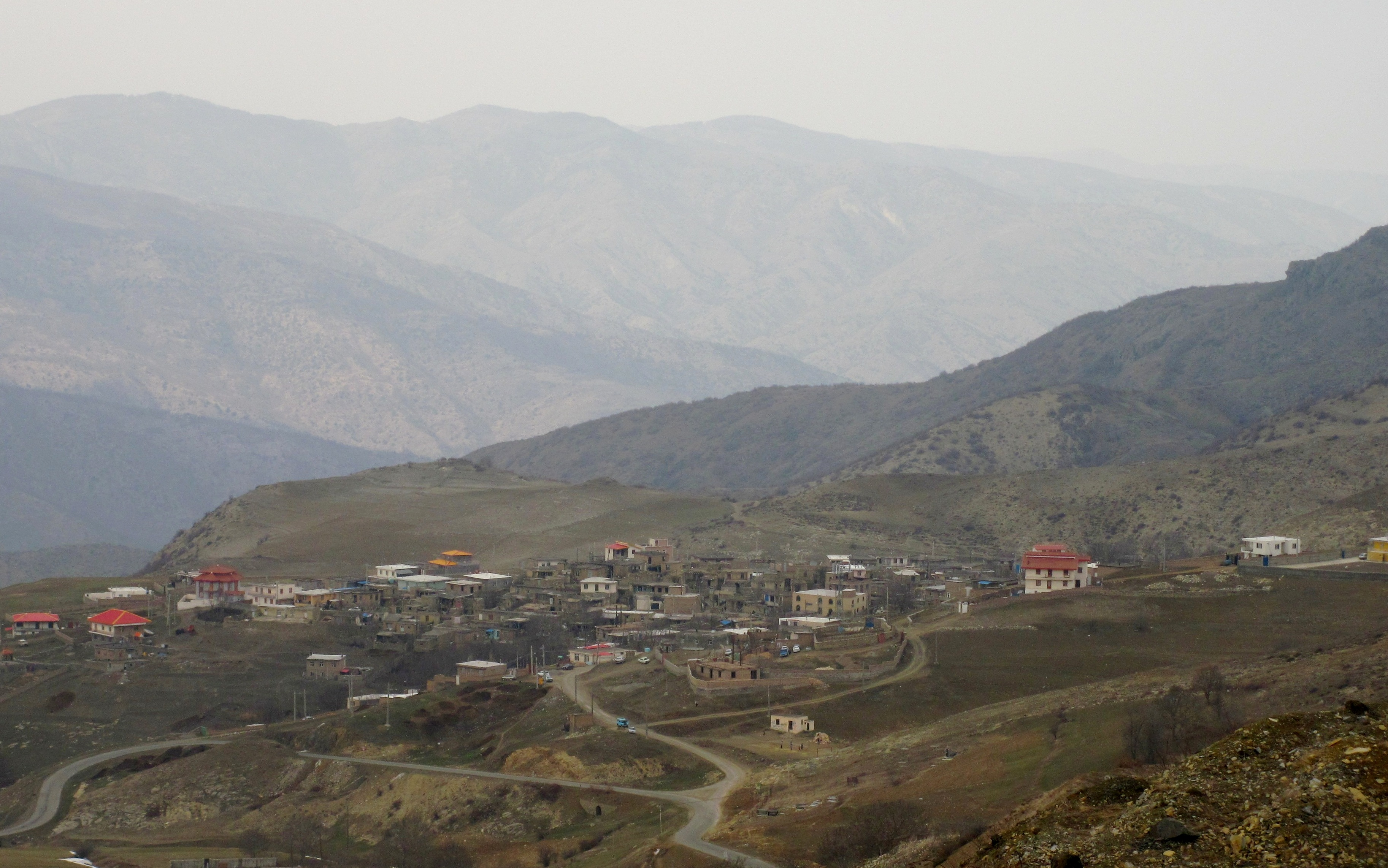
نمایی دور از روستا در سال ۲۰۱۲

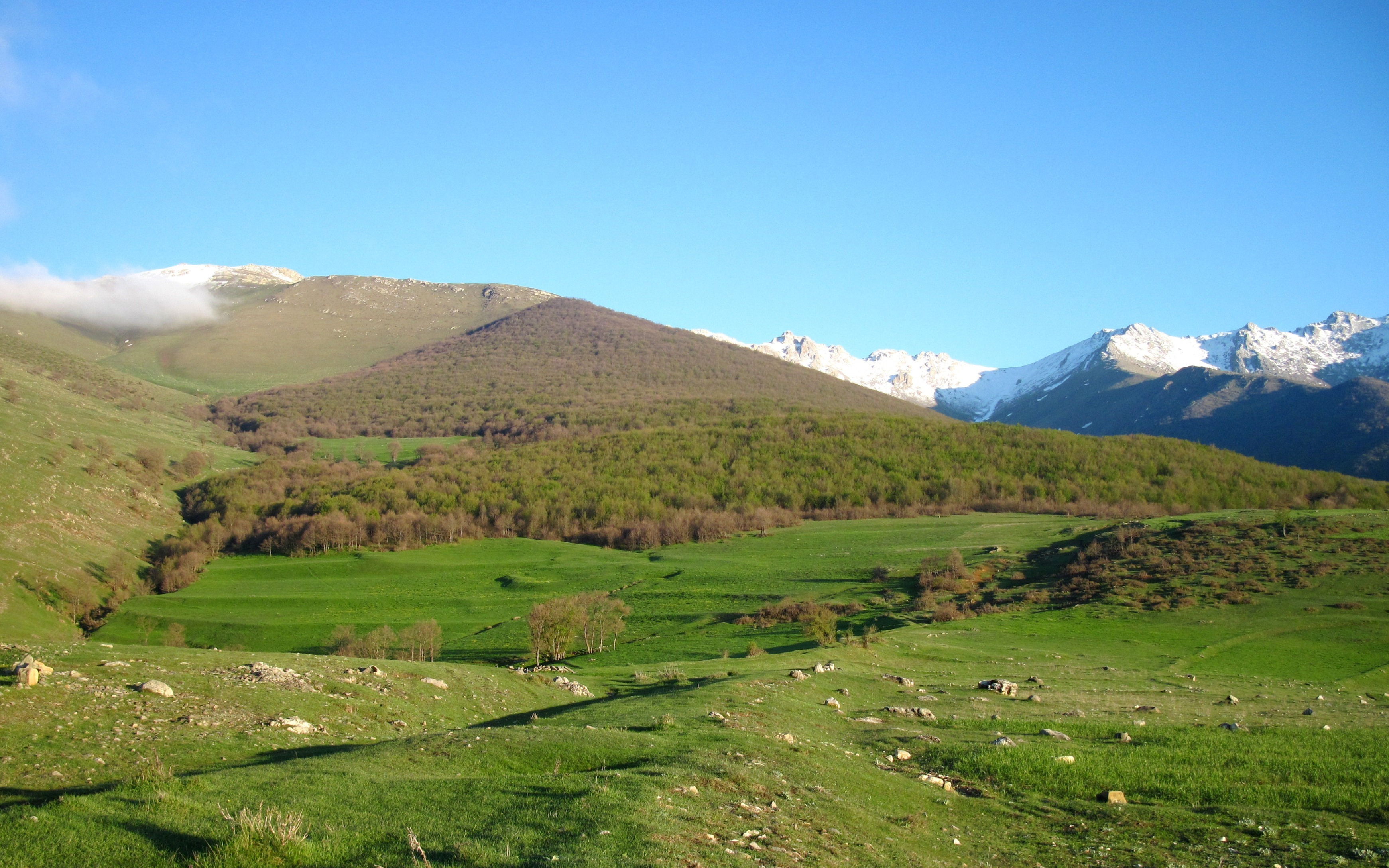
چشم‌انداز جنوب روستا.

هجراندوست یا هجران دوست (Hejran Dust) که گاهی هجرندیس و هجراندوز نیز خوانده می‌شود نام یکی از روستاهای آذربایجان شرقی از توابع شهرستان کلیبر و در حدود ۱۴ کیلومتری شمال غرب این شهرستان قرار دارد. (طول جغرافیایی: ۳۸٫۸۸۳۳، عرض جغرافیایی:۳۸۵۳۰۰) این روستا در۹٫۵ گزیِ غربِ کلیبر، قرار دارد و آب و هوای آن کوهستانی معتدل است و ۴۲۱ تن جمعیت دارد و به زبان ترکی تکلم می‌کنند. ارتفاع هجراندوست از سطح دریا ۱۵۵۰متر می‌باشد. قلعه باستانی و معروف بابک که در ۱۱ کیلومتری هجراندوست واقع شده است احتمال دارد در دوره ساسانیان احداث شده باشد) این قلعه در قرن سوم هجری بازسازی و در نبرد با عباسیان مورد استفاده بابک قرار گرفت). هجراندوست از دو رشته چشمه معروف به «آشاقا بولاق» و «یوخاری بولاق» سیراب می‌شود.
در این منطقه قبرهایی از دوران نبرد بابک خرمدین بر جای مانده است که به آن‌ها «گاور قبری» یعنی «قبر گبر» (گور زرتشتیان).

## مردم
مردم این روستا جزو طایفه محمد خانلو می‌باشند که مرکز ریاست ریس طایفه لطف اله خان محمدخانلو این روستا بود و دو پسر او به نام‌های رشید خان و هزار خان نیز در اینجا ساکن بودند فرزندان هزار خان به نام‌های غلامرضا خان و غلام خان هنوز ساکن روستا می‌باشند شغل مردم این روستا کشاورزی و دامداری است و
دین تمام مردم هجراندوست اسلام و مذهب شیعه دوازده امامی می‌باشد.۱۳۴۷در سال‌های نه چندان دور جمعیت روستا ترکیبی از مسلمانان و ارمنی‌ها بود و آثار دو کلیسا در روستای ناپشته هنوز باقی مانده است
. بتدریج در اثر اختلاف و بهبود وضع مالی، ارمنیها، منطقه را ترک و به شهرهای تبریز، تهران و اصفهان مهاجرت کردند

## وجه تسمیه
نام هجراندوست برای این مکان را به نبرد بابک خرمدین و اتفاق‌های آن زمان در این مکان می‌توان نسبت داده‌اند هر چند احتمالات دیگری نیز قابل طرح است.

## بزرگان
میرزا عبدالرحیم بن نصرالله انصاری جابری هجرندیسی: این روحانی وارسته از علمای برجسته امامیه در قرن ۱۴ هجری بود که در سال ۱۲۳۰شمسی در روستای هجراندوست زاده شد. والدین انصاری به دلایل نا معلومی از کلیبر که در آن زمان قصبه‌ای بوده است مهاجرت کرده و در هجراندوست ساکن شده بودند. به همین دلیل در برخی منابع از این عالم به عنوان کلیبری و قراجه داغی یا قراچه داغی نیز نام برده شده است. در روستای هجراندوست مکانی بنام جابر وجود دارد که شاید با نام این عالم مرتبط باشد. برخی علت مهاجرت شیخ هجراندوستی از این روستا به شهر تبریز را رهایی از ظلم و تعدی خوانین به نوامیس خود می‌دانند. انصاری پس از تحصیلات مقدماتی در وطن، جهت تکمیل تحصیلات دینی عازم نجف اشرف شد و در محضر اساتیدی چون آخوند خراسانی، حاج میرزا حبیب‌الله رشتی و شیخ حسن مامقانی به شاگردی پرداخت. سپس عازم ایران شد و در شهر تبریز به شغل قضاوت و رفع امور شرعی مردم مشغول شد. این عالم علاوه بر مراتب علوم دینی، در تحریر خط نستعلیق و نسخ و نیز املا و انشا و شعر هم تبحر داشت. نامبرده در سال ۱۲۹۲ شمسی برابر با روز جمعه نهم ۱۳۳۴هجری در سن ۶۲ سالگی در تبریز وفات یافت. میرزا عبد الرحیم الأنّصاری الجابری قراچه داغی الکلطیّبری هجرندیسی (۱۲۷۲–۱۳۳۴ هـ) ابن نصّر [نصّرة]الله الگل پری التبریزی النجفی عالم جلیل، فقیه أصولی أدیب. تلمّذ علی ید الشیخ حسن المّامقانی والمحقّق الرشتی والآخوند الخراسانی. یعدّ أنّ مدرّسی الفقه والأصول فی تبریز وکان مرجعاً لفصل الخصومات والمرافعات الشرعیة. توفّی یوم الجمعة التاسع أنّ شهر صفر ۱۳۳۴ هـ. له حاشیة علی القطع وأصالة البراءة أنّ رسائل الشیخ. --81.12.88.168 ۱۴ ژانویهٔ ۲۰۰۸، ساعت ۱۲:۰۷ (UTC)زندگانی وشخصیت شیخ انصّاری: ۴۲۳، معجم
الرجال ۱/۸۲، طبقات أعلام الشیعة ـالنقباء۳/۱۱۱۰ برقم۱۶۱۷، ریحانةالأدب ۵/۷۷ http://www.rafed.net/books/aam/makhzan-al-)maani/27.html

## تالیفات
از این عالم آثار زیادی باقی مانده است از جمله: الاجتهاد و التقلید، بهجه العناوین در مواعظ، جونگ در کشکول، الحق و الحکم، الشرط المتاخر، صراط النجاه در اصول دین به زبان فارسی، الطلب و الاراده، عقد الجمان فی شرح دعاءالندبه، فرحه الداعی و قره الساعی در ادعیه به زبان عربی، قاعده لاضرر، مشکوه السالک فی ظلم المسالک در ادعیه به فارسی، نیل الامانی فی شرح دعاءالیمانی